# Маскарада (роман)
Маскарада (енгл. Maskerade; издат 1995) је осамнаести роман Терија Прачета о Дисксвету. Пети део серије о вештицама из Ленкра.

## Радња
Агнес, романтична девојка заробљена у телу добродушне дебељуце схвата да јој је судбина да постане вештица уз Нану Ог и баку Ведервакс. Међутим, пошто није одушевљена таквим животним позивом, одлази без ичијег знања у велики град Анк-Морпорк како би постала оперска дива. Срећа јој се делимично осмехује и она постаје члан хора са задатком да позајмљује глас много виткијој и лепшој, али и мање талентованој Кристини. У тој опери се крије Фантом коме сви толеришу његове хирове, попут писања претећих краснописних писама и поклањања букета без цвећа оперским примадонама. Међутим, одједном почиње да се дешава серија убистава људи који раде у опери и природно, сумња пада на Фантома. За то време, у Рамптопима, где живе вештице, Нана и бака одлучују да крену за Агнес јер је Нана видела веома узнемиријуће знакове у шољици чаја (а успут и да наговоре Агнес да се мане певања и постане вештица). Тако и оне постају учесници, али и главни детективи у истрази мистерије која се надвила над оперу, јер ликова тамо има много, а свако може бити Фантом...

## Цитати
Па, могло би се рећи да има две врсте опере. Имаш тешку оперу, где људи најчешће певају страњски и то ти иде отприлике ‘вако: Ох ох ох, умирем, ох, умирем, ох, ох, ох, вид‘те како умирем, а имаш и лаку оперу, где најчешће певају страњски и то ти иде отприлике ‘вако: Пиво! Пиво! Пиво! Пиво! Ала волем пиво!, мада понекад уместо пива пију онај шампањац. Ето, опера ти се своди на то.